# إيتانو
إيتانو  هي بلدية في اليابان، وبلدة في اليابان، تقع في توكوشيما، بلغ عدد سكانها 13,280  نسمة وذلك حسب إحصائيات سنة 2018، تبلغ مساحتها 36.22 كيلومتر مربع.